# Tropipop

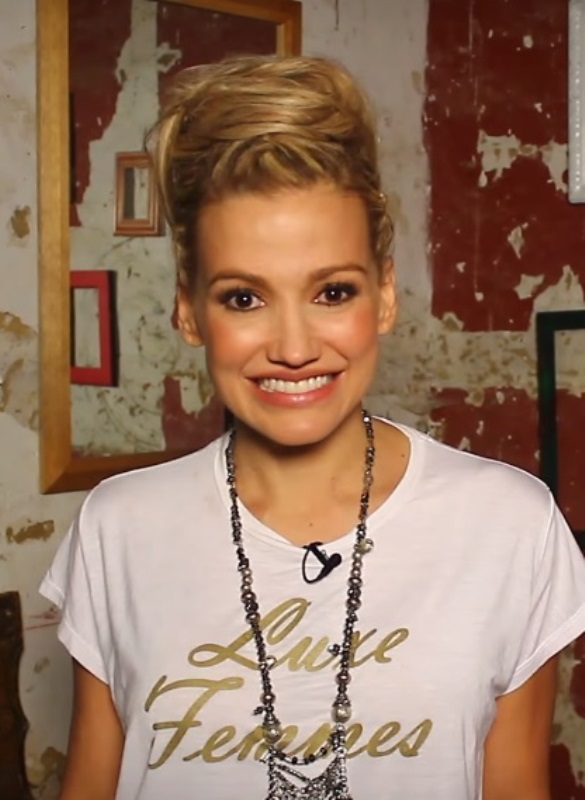
Fanny Lu.

La tropipop, ou pop colombienne, est un genre musical ayant émergé à la fin des années 1990 en Colombie. Il s'agit d'un mélange de musique colombienne, en particulier Vallenato, et de genres musicaux latins comme la salsa et le merengue, de la pop et le pop rock. Le terme de « tropipop » dérive d'un mélange entre tropical et pop décrivant le mélange entre racines musicales latines et musique populaire américaine,. 
L'un des premiers représentants de cette musique fut le groupe Aterciopelados avec leur single "Sara", mais celui qui a fini par positionner ces tendances était Carlos Vives qui a d'abord fusionné vallenato et pop. Avec sa guitare électrique, son short et ses cheveux longs, il est parvenu a à donner un nouveau look au vallenato. Vives et son groupe, La Provincia, ont continué à expérimenter cette fusion sur leurs deux albums ; La Tierra del Olvido et Tengo Fe.
Des groupes et artistes tropipop incluent Fanny Lu, Bonka, Mauricio & Palodeagua et Lucas Arnau. Cependant, actuellement, de jeunes musiciens comme Trápical Minds ou Juanpis González ont remis en lumière ce genre musical. 
En raison de la nature simpliste de la musique et du manque de proéminence des éléments de la musique traditionnelle colombienne en faveur des structures de la musique pop, Le tropipop a été critiqué par des médias pour son manque d'originalité. Par exemple, il a été dit que Tropipop est "un cocktail qui a un peu de rock, deux gouttes d'accordéon, une pincée de cumbia et un chanteur à l'allure façonnée". Cependant, d'autres critiques défendent la volonté des artistes tropipop d'inclure des éléments caribéens dans leur musique. 